# Goust

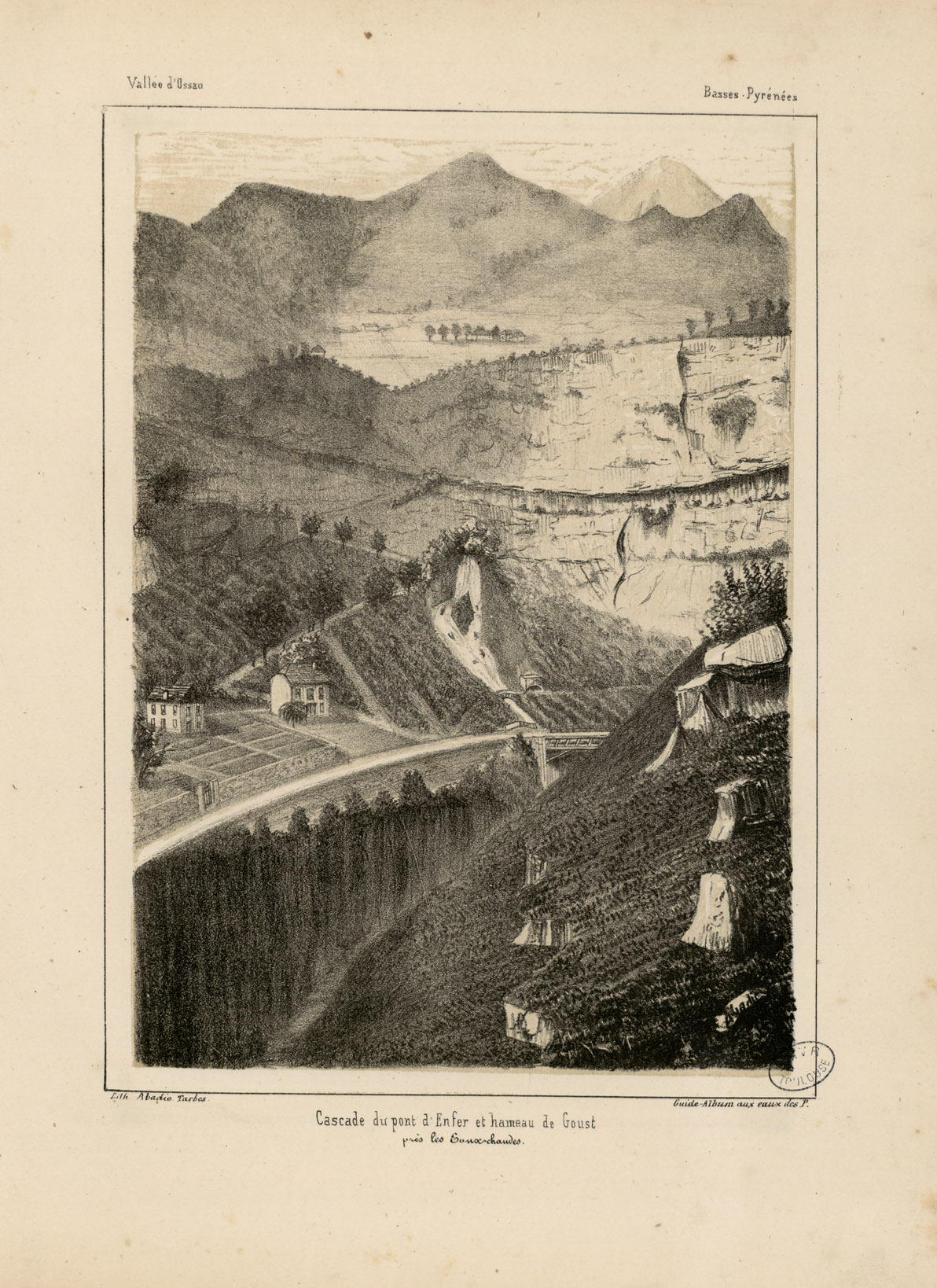
Joseph-Bernard Abadie: Pohled na Goust, 1853

Goust je osada v Pyrenejích, která je součástí francouzské obce Laruns. Leží ve výšce 995 metrů nad mořem, má okolo stovky obyvatel. Je přístupná pouze pěšky přes soutěsku zvanou Pekelný most, schůdnou jen při dobrém počasí, dokonce pro dopravu zemřelých obyvatel na hřbitov do Laruns byla vybudována zvláštní skluzavka. Izolovanost Goustu vedla k tomu, že byl prakticky vždy řízen vlastními obyvateli.  V roce 1648 uzavřeli Francie a Španělsko dohodu, kterou se oba zřekli nároku na Goust. Ten byl proto označován jako nezávislá republika.  Od konce devatenáctého století se však neobjevila žádná známka goustské státnosti a osada je proto pokládána de facto za součást Francie.
Goust je také znám dlouhověkostí svých obyvatel. 